# Wright Model A

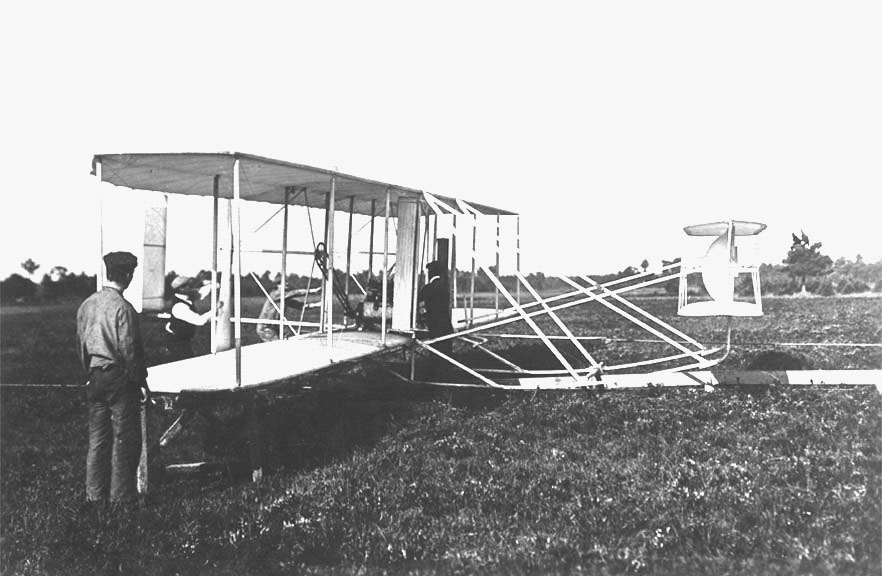
Wright Model A

Le Wright Model A, avion des frères Wright, est le modèle qui a révélé l'aviation au grand public en France, en 1908.

## Historique

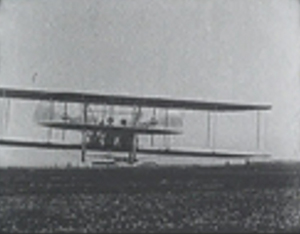
Le Wright Model A en vol en avril 1909.

C'est l'un des tout premiers avions de l'histoire à transporter un passager. Le 14 mai 1908, le mécanicien Charles Furnas vole comme passager pendant quatre minutes au-dessus des dunes de sable de Kitty Hawk. Henri Farman avait transporté Ernest Archdeacon sur son avion Voisin le 28 mars.
C'est le premier avion construit à plusieurs exemplaires. Il a été construit à plusieurs exemplaires par les frères Wright, puis construit sous licence en France, en Grande Bretagne (par les frères Short, fabricants de ballons aéronautiques) et en Allemagne. 
En 1911 l'épave est acquise par le Berkshire Muséum de Pittsfield dans le Massachusetts sans être jamais exposée. Finalement, Orville Wright la fait rapatrier en 1946 pour la restaurer et l'exposer au centre d'exposition des frères Wright, Carillon Historical Park, à Dayton dans l'Ohio.

## Évolution technique
Par rapport au Wright Flyer III de 1905, le Model A dessiné et construit en 1907 présente des différences visant à faciliter le pilotage et le rendre d'utilisation plus pratique :
- le pilote est en position assise et non plus allongée ;
- la distance entre l'aile et le plan canard a été augmentée pour améliorer la stabilité longitudinale ;
- le moteur est plus puissant, ce qui permet d'emmener un passager assis à côté du pilote. Le model A est un biplace « côte à côte ».

Cependant l'avion ne dispose toujours pas de roues et doit décoller à partir d'un rail de lancement, avec l'aide d'une catapulte si le vent de face n'est pas assez fort. Cette caractéristique qui n'en fait pas une machine volante réellement autonome sera critiquée par les autres pionniers de l'aviation, comme Gabriel Voisin.

## Description et pilotage du Flyer de 1908
La revue L'aérophile du 1er décembre 1908 dans son article L'Aéroplane Wright décrit par un de ses passagers, écrit par René Gasnier, donne une description détaillée de l'appareil et de son pilotage.
René Gasnier décrit les commandes de vol et la conduite du vol comme suit. Il y a deux leviers :

« La main gauche tient le levier du gouvernail de profondeur. Les mouvements se font d'avant en arrière.
La main droite tient le levier servant à la fois au gauchissement et au gouvernail arrière (de direction). Le gauchissement se fait de droite à gauche, de façon instinctive ; par contre la commande direction se fait avec le même levier, actionné cette fois-ci d'avant en arrière, ce qui n'a rien d'évident. Pour ne pas se tromper, Wright a écrit sur une barre de bois placée devant lui : Pull (tirer), car il vire habituellement toujours du même côté. Il n'y a donc pas de palonnier.
La conduite de cet appareil ressemble en beaucoup de points, comme équilibre, à celui d'une bicyclette.
Wright, lorsqu'il vole par temps calme, manœuvre de manière imperceptible le gouvernail avant et le gauchissement. Il semble même ne pas toucher au gauchissement dans les lignes droites.
Pour les virages, il tourne le gouvernail arrière comme on le fait en bateau et l'appareil s'incline, en virant, plus ou moins selon que le rayon est plus ou moins grand. On ne se rend compte dans les virages que l'appareil est penché que lorsqu'il l'est trop ; à ce moment le pilote gauchit légèrement du côté nécessaire et l'appareil se redresse immédiatement. »

On a deux indications importantes :
- la mise en virage ne se fait pas avec le gauchissement, mais en actionnant la gouverne de direction, donc en roulis induit comme sur les avions sans ailerons ;
- le gauchissement sert quand l'inclinaison est trop forte, pour réduire l'inclinaison et empêcher la glissade qui est dangereuse sur une machine instable en spirale. La commande de gauchissement était donc indispensable sur cet appareil, alors qu'elle ne l'était pas sur les aéroplanes de l'époque comme le Voisin 1907 de Farman qui avait un dièdre effectif suffisant.

## Premier crash avec un passager
Le 17 septembre à Fort Myer, Virginie (États-Unis), l'avion piloté par Orville Wright subit une rupture d'hélice qui coupe des câbles de la structure. Le pilote perd le contrôle de l'avion qui percute le sol. Le pilote est blessé (jambe et côtes cassées), le passager Thomas Selfridge décèdera d'une fracture du crâne.

## Rolls (l'associé de Royce)
En 1910, Charles Rolls réalise le premier « aller retour » Angleterre-France au-dessus de la Manche avec un Wright Model A des frères Wright (après la première « traversée de la Manche » par Louis Blériot sur son Blériot XI le 25 juillet 1909). La même année, il se tue le 12 juillet dans un meeting aérien au-dessus de Bornemouth, Angleterre, à l'âge de 33 ans.

## Réplique de l'aérodrome du Mans
L'association Sarthe-Aéro-rétro a construit une copie de ce modèle, mis à part le moteur. Il a volé 68 fois à l'aérodrome du Mans depuis le 23 juillet 2005, près de 100 ans après le premier vol.